# Attaque 77
Attaque 77, estilizado A77aque, fue una reconocida banda de punk rock de Argentina, formada en la ciudad de Buenos Aires en 1987. En su última formación, fue un trío integrado por Mariano Gabriel Martínez, Luciano Scaglione y Leonardo De Cecco. Varios de sus álbumes obtuvieron certificaciones de oro y platino. Sus canciones «Ángeles caídos» y «Hacelo por mí» han sido consideradas la n.º 97 y n.º 19 respectivamente entre las cien mejores canciones del rock argentino según el sitio web Rock.com.ar.

## Historia

### Comienzos
La banda se formó en 1987 como un grupo de amigos que se reunían para tocar sus canciones favoritas. Se lanzaron al escenario con el estilo punk rock, con letras con contenidos «proletarios». Attaque 77 surge tras la disolución de la banda Cabeza de Navaja, excepto Federico que no tenía experiencia musical previa y fue convocado como cantante. La banda estaba entonces formada por Mariano Martínez, los hermanos Federico en voz y Demián «Ciro» Pertusi, en bajo luego de la ida de Alejandra Gravinesse, ya que anteriormente era el cantante. Daniel «Danio» Caffieri, tío de Mariano, en guitarras y Claudio Leiva en batería. Federico propuso el nombre de «Attaque» gracias a un sello discográfico conocido de los hermanos Pertusi, y los demás integrantes de la banda le sumaron el «77» debido al movimiento punk under del año 1977.
El 23 de octubre de 1987 debutó oficialmente en la discoteca Cemento, teloneando al grupo Descontrol, gracias a Ariel Minimal. Con esta formación, graban un demo llamado La última noche que pasé contigo, que sigue inédito como bootleg aún.
El 1 de febrero de 1988, en uno de sus ensayos, grabaron de forma casera y muy precaria un casete para mostrar en las compañías discográficas que se llamó «Yo te amo». Dicho casete contiene temas que luego fueron grabados en discos oficiales de Attaque, como «Ya sé», «Ella estaba muerta» —luego grabado como «Muerta»—, «Muy sucio para vos», un tema que luego se grabó con diferente letra llamado originalmente «Nunca más» que luego se convirtió en «Lo que quieras», y temas que aún permanecen inéditos en la discografía de Attaque, como «Mi desesperación», «Delincuente» y «El recuerdo», estos últimos grabados muchos años más tarde por Federico Pertusi con su banda De Romanticistas Shaolin's en el disco Efecto Namores. La canción que le da nombre al casete, «Yo te amo», se convirtió rápidamente en el tema inédito más querido por sus seguidores y en los primeros años fue uno de los que más pedidos en sus conciertos.

### Primeros Años (1987-1993)

Logotipo de Attaque 77.

Su primera aparición discográfica fue en el recopilatorio Invasión 88, donde varios grupos punks argentinos aportaron canciones, entre ellas Attaque 77, Flema y el grupo Defensa y Justicia, en el que cantaba Ciro y en el que era guitarrista Mariano. Para ese recopilatorio, Attaque participó con «Sola en la cancha», cantada por Ciro, y «B.A.D», Brigada Anti Disturbios, producidas artísticamente por Juanchi Baleirón, guitarrista de Los Pericos. En posteriores reediciones de ese disco, ya en formato CD, se incluyeron también «No te quiero más» y «Nunca más», producto de las mismas sesiones de grabación. Por diferencias musicales, Danio y Leiva se alejaron del grupo. Solo es reemplazado Leiva con lo cual la banda quedó constituida definitivamente como cuarteto. El nuevo baterista fue el joven de dieciséis años Leonardo De Cecco, exbaterista de Mal Momento, encontrado sangrando en la calle a la salida de un recital.[cita requerida]
Para entonces, Radio Trípoli les propone la grabación del disco debut que se llamó Dulce Navidad y por falta de presupuesto de la productora estuvo integrado por solo siete temas de los nueve que grabaron. Iba a lanzarse en diciembre de 1988, por eso lo llamaron así: es parte del estribillo del tema «Papá llegó borracho», pero se retrasó su salida y recién vio la luz en los primeros meses de 1989. El único invitado del disco fue Álvaro Villagra en «Caminando por el Microcentro (Edda)», una canción dedicada a Edda Bustamante. El único videoclip del disco fue el de esa canción. Las temáticas de este disco son diversas, desde lo bizarro hasta el desamor. Fue producido por Michel Peyronel, baterista de Riff. Sin embargo, pese a tener una pequeña popularidad, los problemas económicos pusieron al grupo al borde de una temprana disolución. Federico, en medio de su lucha con el alcohol, se retiró e ingresó Adrián «Chino» Vera —exintegrante de Mal Momento, Comando Suicida, 2 Minutos, Katarro Vandaliko, entre otros— a cargo del bajo. Mientras tanto, Ciro Pertusi dejó ese instrumento y se hizo cargo de la voz principal. En sus inicios tocaban un estilo punk monótono característico de las agrupaciones de este estilo musical de los años 1980.
En 1990 se edita su segundo álbum, El cielo puede esperar, producido por Juanchi Baleiron de Los Pericos. Entonces, Attaque estalla en un momento de mucha popularidad. «Hacelo por mí» es emitida sin cesar en todas las radios de la Argentina y de algunos otros países de Sudamérica y hasta un programa de televisión conducido por Mario Pergolini llevó el nombre del tema que sonaba constantemente de cortina. Los dos videoclips del disco fueron los de las canciones «Donde las águilas se atreven» y «Hacelo por mí». La presentación oficial del disco fue en el Teatro Pueyrredon de Flores el 13 y 14 de julio de 1991. Debido al éxito obtenido posteriormente se presentaron ante cerca de 10 000 personas en el Estadio Obras el 5 y 6 de octubre de 1991, agotándose las entradas. Por la exposición de «Hacelo por mí» el grupo recibe la distinción de triple platino y comienza una larga gira que lo llevó desde Paraguay hasta Tierra del Fuego. El concierto de Obras del 5 de octubre fue grabado, y luego editado a finales de ese año con el nombre de Rabioso! la pesadilla recién comienza y rápidamente alcanzó el disco de oro. 
En 1992 graba su último disco para Trípoli y también el último de Adrián Vera como bajista. El título: Ángeles caídos, que contiene temas como: «América», «Chicos y perros» y el tema de José Luis Perales «Porque te vas». En este álbum la banda fue producida otra vez por Juanchi Baleirón. La madurez se hace más que evidente, las letras tienen mayor connotación social y su música es un poco más elaborada, aunque sigue en la línea de sus dos álbumes anteriores. Con este disco, recorrió toda la Argentina presentándolo, y se hizo más que memorable, por su convocatoria, el recital que dio en la ciudad de Resistencia, capital de la provincia del Chaco. Luciano Scaglione reemplaza a Adrián Vera e inician una gira por el sur de Argentina, ensayando las canciones con el bajo desenchufado en la van del grupo. Esta formación será la más duradera de Attaque 77.

### Nuevos Sonidos (1993-1998)
Attaque firma con RCA y BMG un importante contrato que derivará en la grabación de «Todo está al revés» en 1993, aunque finalmente el álbum terminó siendo publicado a comienzos de 1994. Este tiene un sonido más duro, manteniendo su esencia de banda punk rock, pero abriéndose de letras de amor, dando lugar a la virulencia contestataria con canciones crudas, punk de culto y alejados de la popularidad de años anteriores. El único videoclip de este disco sería «Flores robadas». A su vez en ese mismo año, Attaque 77 y 2 Minutos se dan el lujo de compartir escenario en el estadio de Vélez Sarsfield junto a Ramones y Motörhead. Abren los shows de Iggy Pop en Obras y hacen una nueva gira por todo el país y hasta Chile donde colman el teatro Esmeralda. En marzo y agosto vuelven a llenar Obras, viajan para presentarse en Uruguay, a finales de ese mismo año comparten una exitosa gira por el sur de Argentina con Lethal y Rata Blanca. En mayo de 1995 encabezan un festival junto a los británicos The Lurkers Y 999 en Obras. Entre otros logros en su carrera, se destaca por ser la única banda que pudo telonear en un mismo año (1996) a dos de los más grandes exponentes del punk rock mundial: Ramones y Sex Pistols. 
Participan de «FUCK YOU», homenaje a la banda «Sumo» con el tema «Pinini Reggae», comenzando una nueva etapa. Se abren en estilos y las letras de Pertusi, escritas entre 1994 y 1995, tienen una nueva madurez, Amén!. De este disco saldrían los videoclips de «San Fermín», «El gran chaparral» (vivo) y «Tres pájaros negros». La portada del álbum, haciendo referencia a la fiesta de San Fermín, está considerada como una de las mejores. Marca una gran evolución con respecto a discos anteriores y además de incorporar de a poco otras influencias musicales, es uno de los discos más crudos y agresivos de Attaque 77, la mayoría de las canciones del álbum son de gran velocidad y aceleración, ya el sonido no es tan «ramonero» como en sus discos anteriores, sino más influenciado por el sonido hardcore punk y el punk californiano. Asimismo, los conciertos en Obras, en donde presentaron Amén!, está considerado como uno de sus mejores shows, además de tener como invitados a Corvata, a Federico Pertusi y a Fiskales Ad Hok.
Ese mismo año, junto a Iggy Pop y Die Toten Hosen el show despedida de los Ramones en el estadio de River Plate ante un lleno total. En noviembre comenzaron una gira internacional, tocaron en Perú y en México haciendo 5 conciertos. Viajan a Miami para tocar en estudio sus éxitos y presentarse en la MTV latina. A su regreso despidieron el año compartiendo dos shows con Sex Pistols. Attaque comenzó 1997 llenando Cemento, para luego iniciar una gira de seis shows por la costa atlántica argentina finalizando en Mar del Plata con un show masivo en la playa. En mayo y junio compartieron una gran gira con El Otro Yo por veintitrés ciudades de la Argentina, la gira más salvaje de la banda hasta el momento. Los días 2 y 3 de agosto fueron de gran celebración, ya que Attaque 77 festejó sus primeros diez años de vida, en «Cemento», donde congregan a más de 4500 seguidores en dos funciones. Para este evento contaron como invitados con la presencia de Cienfuegos y de la banda peruana G3 quienes viajaron especialmente desde Lima para sumarse a esta fiesta. Para dichos días, la banda preparó un video documental de casi una hora que recorrió toda la carrera del grupo. Además de las bandas antedichas se sumaron al escenario los exintegrantes de Attaque, músicos de El Otro Yo, A.N.I.M.A.L. y la actriz Edda Bustamante, entre otros.
Durante septiembre la banda graba y mezcla su octavo CD en estudios 4TH ST. recording de Santa Mónica, California (EE. UU.), con Jim Wirt (No Doubt, L.A. Guns, Suicidal Tendencies, etc.) como ingeniero y coproductor. El CD se masterizó en el estudio Tower Mastering en Hollywood (EE. UU.). El disco, llamado «Un día perfecto», tiene quince canciones, una de las cuales es un cover de Los Auténticos Decadentes, «Qué vas». Otra rareza: un viejo tema de Attaque («Heróe de nadie», del disco Todo está al revés), sería incluido en el disco, pero esta vez cantado en inglés por Luciano Scaglione (bajista) quien vivió varios años en EE. UU.. De este disco saldría el videoclip de tema «Crecer». Este álbum muestra otro vuelco de Attaque 77. Las letras son más personales que en los discos anteriores y la música más cuidada. Si bien casi todas las canciones mantienen el estilo histórico de la banda, la diferencia de sonido se nota teniendo en cuenta que venían de dos discos donde hicieron sentir la furia del punk. 
El disco «Un día perfecto» quizás sea una de las mejores obras de Attaque 77, ya que interpreta a la perfección los sonidos del resurgimiento del punk en la década del ´90 principalmente en la costa oeste norteamericana (no por casualidad el disco es íntegramente grabado, mezclado y producido en California). 
En el álbum se pueden reconocer inmediatamente reminiscencias al Green Day modelo 1994-1995 o al The Offspring de Smash, como así también pudieron plasmar algunos sonidos alternativos derivados de la alicaída escena Grunge post-Nirvana, sin olvidar su ya a ésta altura clásico sonido símil Bad Religion en el disco Recipe for Hate. 
La obra de Attaque 77 producida entre 1994 y 1998 es sencillamente de lo mejor de su carrera.
La mayoría de las canciones fueron compuestas por Ciro Pertusi. En la misma gira se presentaron en vivo en el club Konmotion (San Francisco), Dragon Fly (Hollywood), Leonardos´ (Huntington Park), South Beatch Pub (Miami), donde también hicieron un mini especial para Raizonica de MTV latina. Luego fueron a México para tocar en el D.F. (2 conciertos), León, Neza y Chimalhuacán para terminar el tour en el Sargento Pimienta de Lima (Perú), junto a G3. Desde Lima viajaron al estadio del Ferro para actuar en el Festival Madres de Plaza de Mayo ante 35 000 personas y junto a varios de los artistas más importantes del rock local del momento. Este octavo disco salió a la venta en Argentina el 24 de noviembre de 1997 con gran repercusión de ventas iniciales, aunque provocó el alejamiento de los seguidores más arraigados al punk. Previo a esto se presentaron el 31 de octubre en Santiago de Chile junto a 2 Minutos en un gran festival ante casi 6000 personas y los días 7 y 8 de noviembre en Dr. Jekyll (Bs. As.), agotando las localidades ambos días. El 12 y 13 de diciembre Attaque regresa a Montevideo para presentare en el festival Rock que se realizó en el estadio Centenario. El sábado 20 de diciembre festejan el fin de año en Superclub.
El 22 de enero de 1998 y hasta mediados de febrero comenzaron la segunda parte de la gira nacional, que realizaron junto a El Otro Yo, en Necochea, para luego presentarse en Miramar, Mar del Plata, Villa Gesell, San Bernardo, Pinamar, Las Grutas, Puerto Madryn y Viedma. Pasada esta gira la banda presentó «Un día perfecto» en Parque Sarmiento con una concurrencia de 5000 personas y luego comenzó con la tercera parte de su gira nacional tocando en Mendoza, San Juan, San Luis, Catamarca, Jujuy, Tucumán, Santiago del Estero, Formosa y Corrientes.

### Retorno a la masividad (1998-2002)

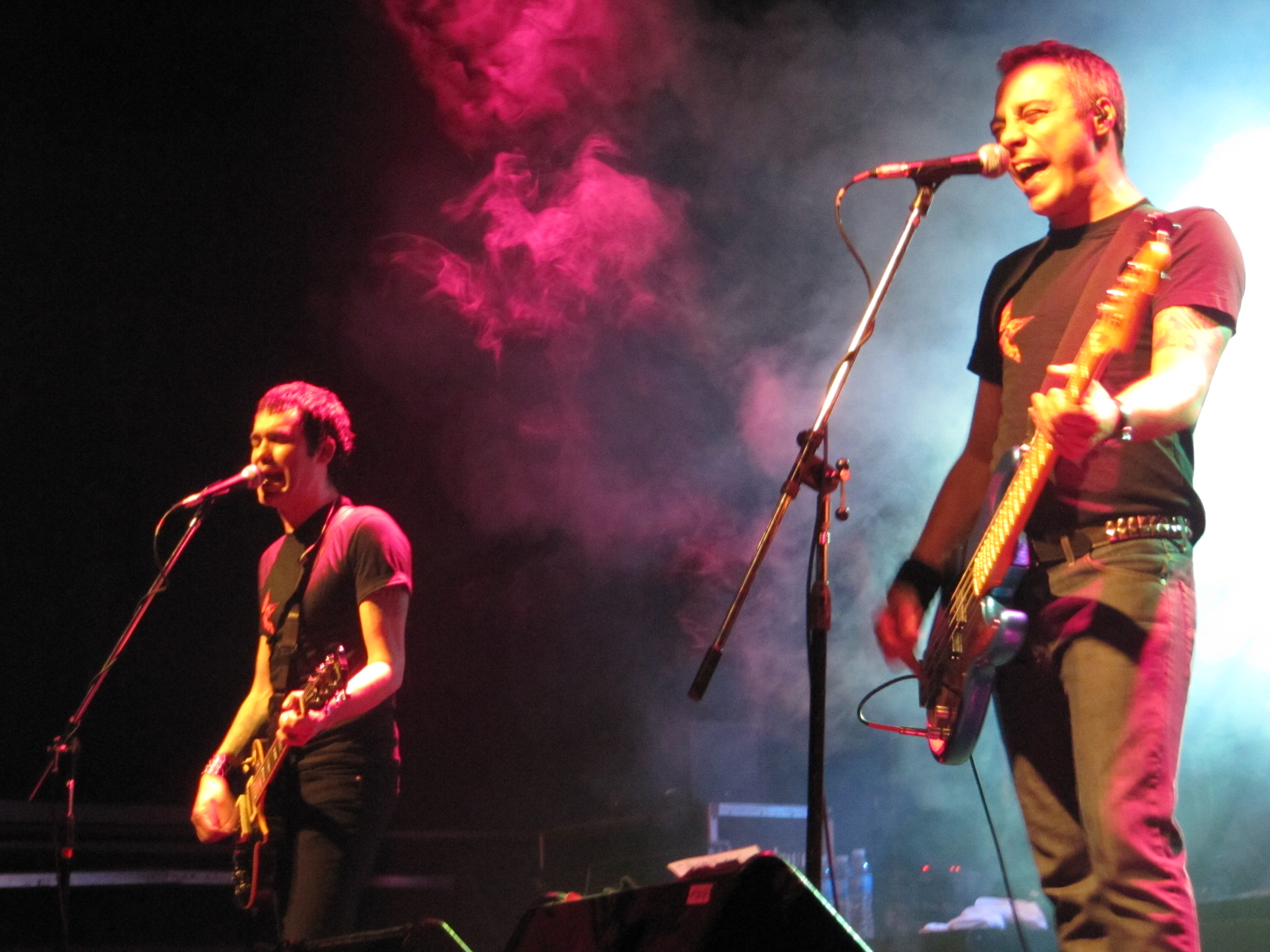
Attaque 77 en un concierto en Buenos Aires.

En Buenos Aires, para su presentación, Attaque tocó en el Estadio de Obras: ante 6500 personas. El 17 de abril, luego salieron para Córdoba y Rosario. En esos dos fines de semana Attaque tuvo como invitados a los españoles SKA-P. Luego, fueron a Chile, donde tocaron el viernes 30 en el Teatro Providencia de Santiago y al día siguiente en el Fortín Prat, de Valparaíso.
En mayo fueron por primera vez, en sus doce años de carrera, a Brasil para tocar en un show en San Pablo y España donde estuvieron en doce shows en veintitrés días. En julio batieron el récord del Nuevo Teatro de ShowCenter, Haedo, Buenos Aires convocando 2800 personas en 4 funciones.
Durante agosto y septiembre tocaron en distintas ciudades del país para salir a finales de este mes hacia Centroamérica, donde se presentaron, el 1 de octubre en el estadio R. Saprisa de San José de Costa Rica y el 3 en la Discoteca Congo de la ciudad de Panamá.
En diciembre de ese año, lanzaron el disco «Otras Canciones» (también grabado en Santa Mónica, USA) que hoy ya superó el disco de platino y está editado en todo el mundo iberoamericano. «Otras Canciones» es un disco de versiones, donde conviven canciones de la talla de Legião Urbana, The Who, Rafael Alberti, Ramones, Los Auténticos Decadentes, Beach Boys, Roberto Carlos, ABBA, Erasure, Patricio Rey y sus Redonditos de Ricota, Soda Stereo, Gilda, entre otros. De este disco salieron los videoclips de «No me arrepiento de este amor» y «Amigo / White trash», dos grandes clásicos de la banda. 
En 1999 se incorpora al grupo Martín Bosa como tecladista después de su partida de Juana La Loca. En julio realizaron disco homenaje a Sandro en el que Attaque interpreta «Dame fuego», canción que bien podría ser de autoría del grupo, por la gran aceptación que tiene cuando la tocan en vivo.
El enero y febrero de 2000 realizaron la tradicional gira de la Costa Atlántica Argentina con trece shows en varias ciudades. En marzo del mismo año, graban en Madrid para lo cual convocan a Jim Wirt nuevamente como ingeniero y coproductor. Tras su finalización, emprenden su segunda gira española, con once «shows». Al regresar a Argentina, preparan el lanzamiento de su nuevo disco «Radio Insomnio» (2000) para agosto. Con este nuevo disco salen los cortes de difusión como: «El pobre» y «Beatle» donde imitando al grupo homónimo a su canción, visten de forma similar, usan instrumentos parecidos y tocan en una azotea.
El año 2001 lo empezaron en la Costa Atlántica de la provincia de Buenos Aires tocando en ocho ciudades, entre ellos, un show a beneficio del Centro de Discapacitados de la Matanza. Simultáneamente, trabajan en la grabación de dos discos tributo. Tras su gira latinoamericana, regresan a Buenos Aires a grabar un disco en vivo el cual es editado y distribuido bajo el título «Trapos». De este disco, salen dos videoclips de las canciones en vivo «Dame fuego» y «Hacelo por mi».
Un año más tarde, en 2002, lanzan su disco Amateur,con ayuda de un amigo de Ciro ( Paulo, El Vasco) el cual contiene compilaciones y rarezas. De este disco salen los videoclips de «Volver a empezar» (versión Demo), «América» (vivo) (video inédito en vivo en el estadio Ferro en 1997) y «La colina de la vida» (vivo con León Gieco) (video inédito en vivo en el estadio Obras en 1999).

### Antihumano (2003-2006)

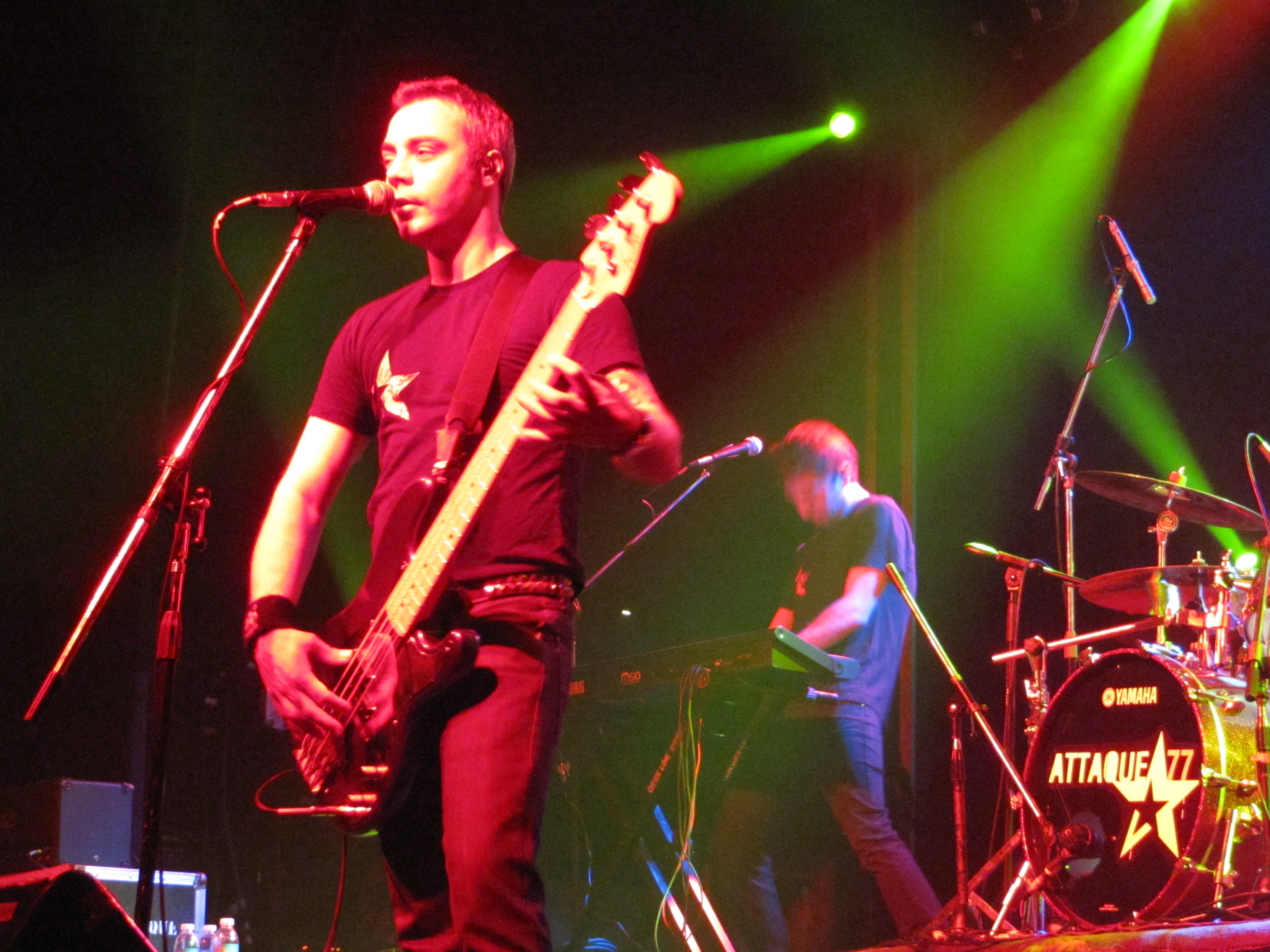
Luciano Scaglione, miembro de Attaque 77.

En 2003 sale a la venta Antihumano su decimotercer álbum, uno de los más exitosos discos de la banda. En este disco participaron artistas como Gustavo Cordera de Bersuit Vergarabat en el tema «Morbo-Porno», Mimi Maura en «Éxodo-Ska», y Alfredo Casero en «Reality-Joe».
Ese mismo año se lanza el primer videoclip de este disco titulado «Western» (en homenaje a René Favaloro) y «Éxodo-Ska». Durante este año presentaron su disco en diferentes provincias argentinas como, Buenos Aires, Santa Fe, San Luis, Córdoba, Mendoza, Santiago del Estero, La Pampa y muchas más.
Empezaron el 2005 en la costa junto a Babasónicos y León Gieco en Mar de Ajó. En febrero visitan Paraguay en el festival de la radio Rock & Pop junto a Marky Ramone. Durante los meses de marzo y de abril, sucedieron una seguidilla de shows suspendidos debido a la seguridad de los locales. En este mismo año salió el tercer videoclip de este álbum titulado «Arrancacorazones» consagrándose como una de las mejores y más exitosas canciones del año, liderando por varios meses los rankings televisivos y radiales, de Sudamérica. En ese mismo año también salen dos videoclips más, uno de ellos llegó a tener bastante masividad en los fanáticos de Attaque, titulado «Setentistas». El siguiente video fue el anteriormente mencionado «Reality-Joe», en el que participó Alfredo Casero.
En mayo visitan nuevamente Paraguay en el marco del Festival Pilsen Rock II ante más de 60 000 personas en el Jockey Club Paraguayo, compartieron escenario con Paralamas, Ratones Paranoicos, entre otros.
En diciembre despiden el año, realizando el Festival iberoamericano Antiguerra, en el microestadio de Ferro, junto a ellos estuvieron diferentes bandas de Iberoamérica.
Comenzaron el 2006 realizando shows en diferentes festivales del país. Mientras el sexto clip del disco: «La gente que habla sola», había llegado a los primeros puestos de todas las cadenas de TV de Sudamérica, estaba en preproducción el séptimo clip del tema «Morbo-Porno», que contó para la grabación, con Gustavo Cordera, de Bersuit Vergarabat, como invitado.
Cuando Antihumano pasó las 60 000 copias vendidas, el grupo había comenzado a componer sus canciones para el próximo disco, que se grabaría durante junio y julio en Buenos Aires.
Debido al gran éxito obtenido con Antihumano, Attaque ha decidido despedirlo en Argentina en varios shows, destacándose los que se realizaron durante junio en Buenos Aires, en el Teatro Colegiales los días 2, 3 y 4 y en el Teatro Flores los días 9, 10 y 11. Para estos shows, y en modo de agradecimiento al público, los que compraron sus entradas anticipadas recibieron un póster color de regalo, con un collage de imágenes de toda la etapa de «Antihumano». Para cada uno de los fines de semana anunciados hubo una lista de temas y escenografía distintas. Sony BMG relanzó en formato símil-vinilo todos los discos de Attaque 77 a un precio más que accesible.
El 25 de marzo realizaron un show en Rosario, en repudio a los 30 años del último golpe militar, convocando más de 30 000 personas. Asimismo, antes de los shows de los teatros, Attaque 77 realizó una nueva gira en Chile por 4 ciudades trasandinas, país donde superó las 100 000 unidades vendidas en su carrera.

### Pirotecnia autorizada (EP) y Karmagedon (2006-2008)
El 25 de noviembre en Villa Ballester adelantaron los nuevos temas del EP «Pirotecnia autorizada». El 5 de diciembre salió a la venta en todo el país como adelanto de lo que sería su próximo disco. «Pirotecnia autorizada» cuenta con tres temas («Sexismo», primer corte de difusión, «Los garrapatas» y «Lleno de vida»), junto con el video inédito de «Chicos y perros (vivo)» del disco «Trapos». El 16 de diciembre realizaron un show en beneficio de los Obreros de Zanon en Neuquén. Despidieron el año realizando dos shows en el Teatro de Flores, en Capital federal.
En enero de 2007 se cumplieron los 20 años desde que empezó su carrera no oficial, los primeros meses empezaron realizando shows en la costa argentina, y a la espera de su décimo cuarto disco oficial, y también de sus 20 años oficiales el 23 de octubre. El 20 de marzo de 2007 salió oficialmente «Karmagedon», con su respectivo corte de difusión «Buenos Aires en llamas», del cual también se estrenó un videoclip. Karmagedon, fue el segundo disco más vendido de la última quincena de marzo de 2007. También la banda se presentó en el Quilmes Rock 2007 junto a Bad Religion, Las Pelotas, Catupecu Machu y Divididos, festival del cual también participaron bandas internacionales como Velvet Revolver, Aerosmith y Evanescence, entre otras.
El segundo videoclip del grupo fue «Cartonero», sacado a mitad de 2007. Luego le siguió «Chance», sacado a comienzos de 2008 y «Antorcha» (vivo, del DVD de Karmagedon). En febrero de 2009 salió el quinto y último corte, llamado «Plaza de perros» (vivo, del DVD de Karmagedon).
Durante los meses de noviembre y diciembre, preparan giras por Chile presentando su nuevo disco.
La presentación en Santiago (24 de noviembre), en el estadio Víctor Jara, fue teloneada por la banda española de rock, La Fuga.
Tocaron clásicos como «Gil», «Hay una bomba en el colegio», «No me arrepiento de este amor» y dos canciones de su nuevo álbum «Karmagedon», «Ejército de salvación», canción que abrió el show, y «Cartonero».
En 2008 la banda sigue presentando su nuevo trabajo en Chile, mientras que en mayo realizó 7 shows en la Ciudad de Buenos Aires presentando oficialmente Karmagedon y grabando su primer DVD oficial ya lanzado, grabado el 31 de mayo en Buenos Aires.

### Alejamiento de Ciro y Estallar (2009-2011)

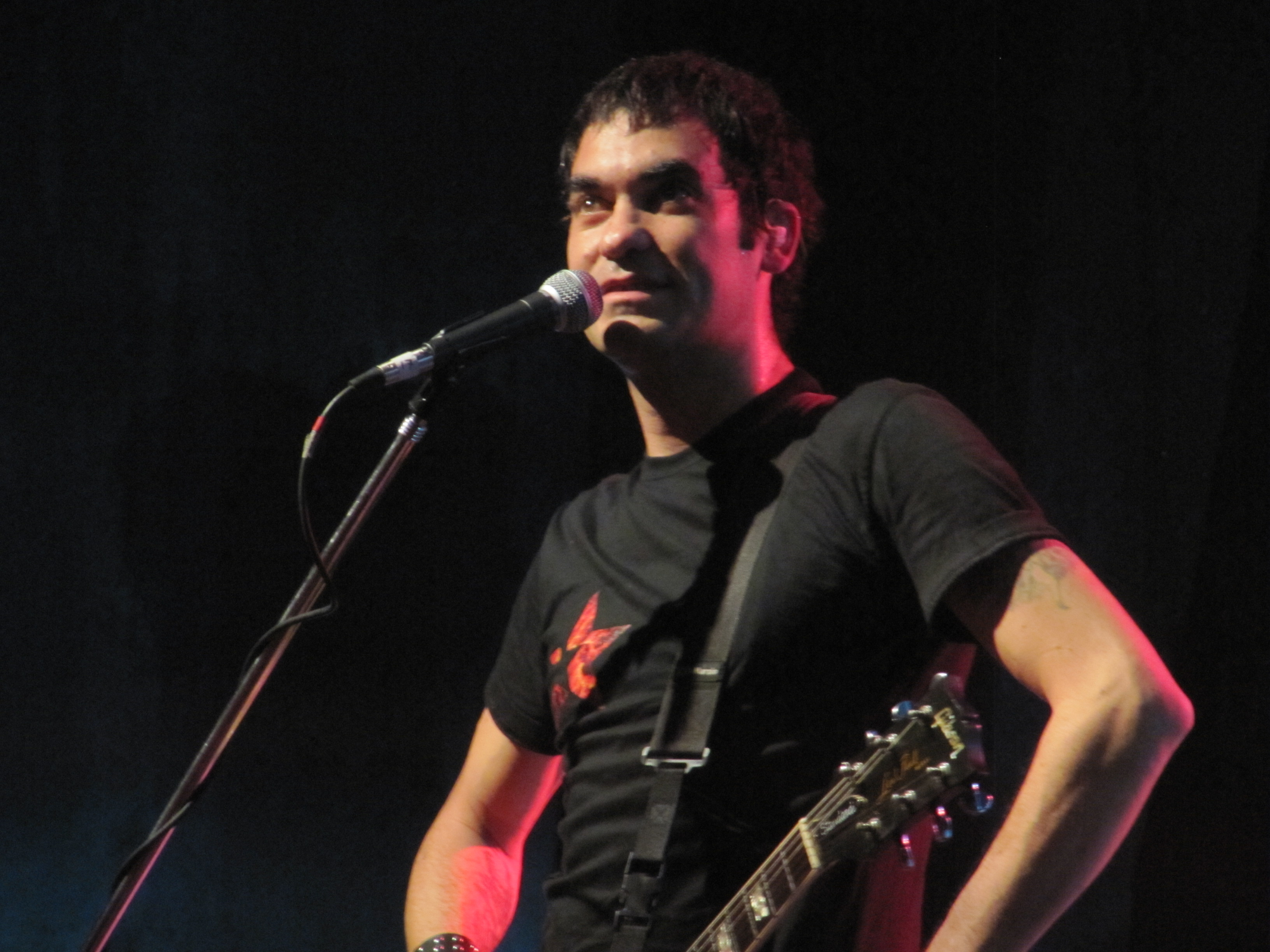
Mariano Martínez se convierte en el vocalista principal de la banda tras la salida de Ciro Pertusi.

A principios de 2009, Ciro emigra a México dando por finalizado su ciclo (que duró 21 años) con Attaque. La noticia la confirmaron los restantes integrantes de Attaque en una entrevista en la emisora Rock And Pop en marzo (también se alejaría Martín «Tucán» Bosa para continuar con su carrera como integrante de La Franela, como reemplazo entraría a la banda Lucas Ninci).
El sábado 9 de mayo de 2009, el grupo debuta como trío en un festival en el microestadio del Club Alemán de Villa Ballester. En julio se embarcan para dar un concierto en Quito, Ecuador (y días antes en Lima y Arequipa, Perú), lugar donde nunca lo habían hecho antes. La banda fue la principal atracción del Festival Rock N' Quito 09, producido por los organizadores del Cosquín Rock que se realiza cada año en Argentina. Aunque hubo ciertos problemas con el sonido a lo largo del festival, al momento que Attaque 77 subió al escenario de la plaza de toros de Quito, estos problemas fueron solucionados en su mayoría y la banda brindó un espectáculo lleno de energía y emotividad a las más de mil personas que asistieron. La banda recorrió gran parte de su trayectoria en un concierto de más de 24 canciones y más de una hora y media de duración.
Las bandas que telonearon a Attaque 77 en el Rock N´ Quito fueron las también argentinas Hammer y Todos Tus Muertos, a estos últimos de hecho dedicaron la canción «Donde las águilas se atreven».
El 21 de noviembre de 2009 la banda presentó Estallar en el Luna Park de Buenos Aires, ante más de 5000 personas. El show se ubicó en el primer puesto entre los de mayor asistencia durante esas semanas en dicho estadio. Los cuatro videoclips del disco fueron «Días de desempleo», «Tiempo perdido», «Desamor» y «Memoria».
En octubre de 2010 la banda telonean a los grupos Linkin Park el 7 de octubre en el estadio Vélez Sarsfield y a Green Day el 24 de octubre en el estadio Bicentenario Municipal de La Florida en Chile.

### Acústico en el Teatro Ópera y Nuevas Versiones (2012-2014)

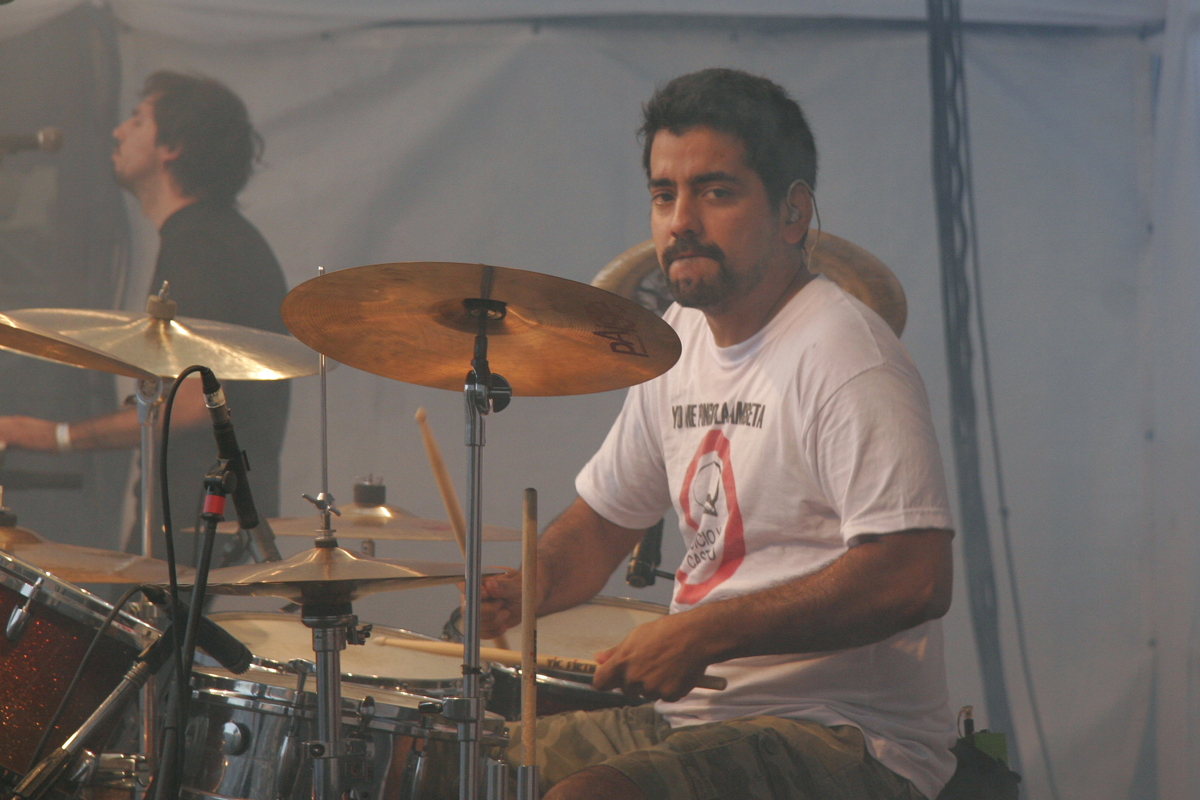
Leonardo De Cecco en 2011.

El 24 de noviembre de 2011, la banda junto a otros músicos invitados, se presentó a grabar un show acústico y eligieron el histórico Teatro Ópera, en la avenida Corrientes de la Ciudad de Buenos Aires. El grupo brindó un show que quedó registrado en un álbum que saldría al año siguiente.
Ya durante el 2012, regresaron por cuarta vez en su carrera a San Pablo, Brasil, presentándose en un Festival junto a Garotos Podres e Inocentes, entre otros. Unos días después tocaron antes de «Rock´N´Roll All Stars» en Asunción, Paraguay, ciudad donde regresarán el próximo 28 de julio de 2012. Más adelante, el 11 de agosto, en el marco de la Feria de las Flores en la ciudad de Medellín, Colombia, el grupo se presentó, después de 7 años de silencio en este país, nuevamente en el teatro Carlos Vieco en el Concierto de la Juventud, junto a algunas bandas representativas de este país, como La Pestilencia y Tres de Corazón. 
La banda lanzó en mayo de 2014 un nuevo álbum de estudio titulado Nuevas versiones, que cuenta con 10 canciones clásicas de la banda, entre ellas «No me arrepiento de este amor» y «Canción inútil». Mientras tanto, el baterista de la banda, Leonardo De Cecco, anunció que saldría a la venta un nuevo álbum de estudio con canciones nuevas, comenzando a grabarse luego de que la banda concluya su gira por España que inició en junio del corriente año. Este nuevo material discográfico estaría viendo la luz para fines de 2014.
Después de su regreso triunfal en el 2012 a Colombia, la banda participa nuevamente en el Concierto de la Juventud de la Feria de las Flores en Medellín, con el teatro Carlos Vieco Ortiz repleto, la banda junto con sus fanes remembraron clásicos inolvidables algunos pertenecientes al álbum Nuevas Versiones y otros como «Perfección», «Western», «Amigo», entre otros, con gran acogida entre saltos y cantos Attaque 77 deja su huella nuevamente en Medellín, tierra en que sus canciones sus inmortales.

### Más de un millón (2015)
En marzo de 2015, fue anunciado que un documental titulado Más de un millón sobre la historia de la banda y con música original de Mariano Martínez se estrenó en el Buenos Aires Festival Internacional de Cine Independiente.
Ese mismo año, en agosto, fue el 25.º aniversario de El cielo puede esperar para lo cual la banda original (con Ciro Pertusi) se volvió a juntar para un concierto.

### Nueva música y festejo de 30 años (2016-2019)
El 25 de marzo de 2016, se anunció a través de sus redes sociales (Facebook y Twitter) la grabación de un nuevo disco. En junio del mismo año participan en la canción "Corazones" de la banda de rock cordobesa Iceberg del Sur. En noviembre editan el EP Triángulo de Fuerza Volumen 1, que incluye cuatro canciones inéditas que formarán parte del disco Triángulo de fuerza, que anunciaron para marzo de 2017.
En julio de 2017, a través de un video, Mariano Martínez declaró que ese año la banda lanzaría el disco Triángulo de fuerza y realizaría un concierto especial para celebrar sus 30 años y que "probablemente esas sean las últimas cosas que vamos a hacer como grupo". En el mismo video explicó que las demoras en el lanzamiento del disco se debían a problemas con la discográfica Sony Music que consideraba muy costosa la edición de los tres EP individuales que conformaban Triángulo de Fuerza. Además contó que padece de asma, lo cual le trajo problemas en algunos shows. Desde agosto a diciembre de 2017 realizaron una serie de recitales en conmemoración a los 30 años de la banda y como despedida de su carrera, donde recorrieron todos los discos editados desde 1987 hasta la fecha. En la fecha del 27 de diciembre participa como invitado Ciro Pertusi, por primera vez desde el show de 2015. A pesar de la anunciada separación, en 2018 se agregaron nuevas fechas en Argentina, Chile y Europa.

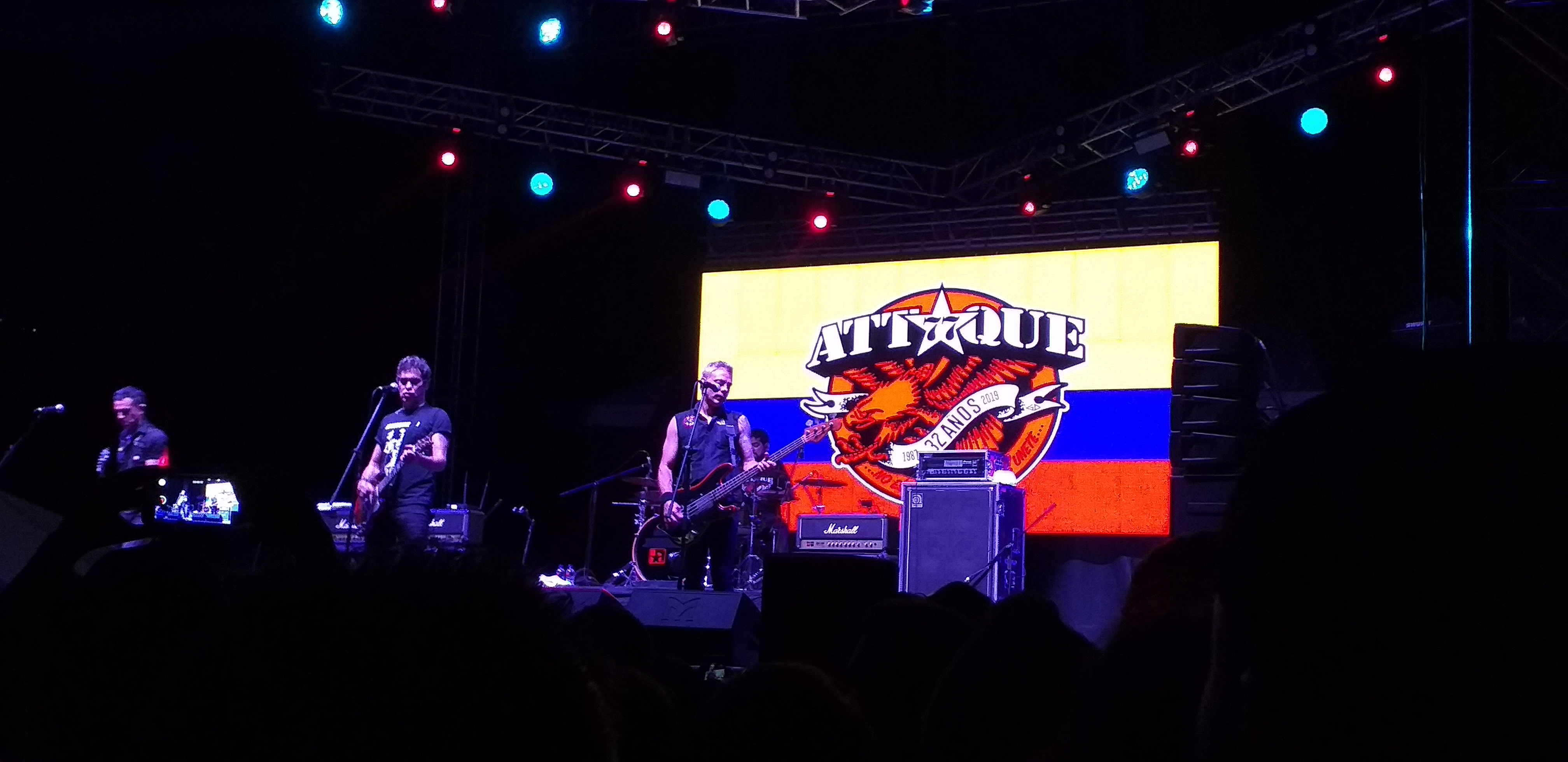
Attaque 77 en un concierto en Medellín, en el año 2019

### Triángulo de Fuerza (2019-2021)
El 25 de marzo de 2019, 3 años después de su anuncio, se publica su disco Triángulo de Fuerza, producido por el mismo cantante y guitarrista de la banda Mariano Martínez, y consta de 12 canciones. Sus cortes de difusión fueron Como Salvajes, Lobotomizado y María, y sus videoclips fueron Última Generación (febrero del 2017), Lobotomizado (febrero de 2019), María (mayo de 2019), Como Salvajes (julio de 2019) y Una Canción (marzo de 2020). La gira comenzó el 18 de abril en Trotamundos Bar Terraza, Quilpúe (Chile), y atravesó varios puntos de Argentina, México, Chile, USA, Colombia y Uruguay, interrumpido el 25 de enero de 2020 por la pandemia mundial de COVID-19, donde la banda tenía programadas fechas en su país y en Chile. En julio de 2021 publicaron un álbum grabado «en vivo» dentro de estudio llamado Sesiones pandémicas.
Después de un par de shows post-pandemia, la banda se toma un parate por tiempo indefinido. Actualmente los integrantes se encuentran trabajando en sus proyectos personales (Mariano Martínez con su carrera solista y acompañando a Valeria Lynch, Luciano Scaglione con su banda "Lucho al Attaque" y Leonardo De Cecco al mando de Strummer Bar).

## Influencias y género
La principal influencia de Attaque 77 siempre fue Ramones, aunque con el paso del tiempo fueron incluyendo algunas variantes y combinaron el punk rock con otros estilos. Entre las bandas preferidas e influencias de los integrantes de Attaque, además de Ramones se pueden destacar a The Clash, Bad Religion, Motörhead, Black Flag, The Exploited, Rancid, Sex Pistols, Social Distortion y también The Beatles, Oasis, Madness, Bob Marley, Sonic Youth, Talking Heads, entre muchos otros.

## Miembros

### Miembros actuales
- Mariano Martínez – guitarra principal (1989-2023), guitarra rítmica (1987-1995, 2009-2023), voz (1995-2023), coros (1987-2023), teclados, sintetizadores, piano (2009-2023)
- Luciano Scaglione – bajo (1992-2023), coros (1992-2009), voz (2009-2023)
- Leonardo De Cecco – batería, percusión (1989-2023)

### Miembros de apoyo
- Juan Pablo Ezquerra – teclados, sintetizadores, piano y coros (2019-2023)
- Martín Locarnini (Bôas Teitas, De Romanticistas Shaolin's) – guitarra rítmica/principal, voz (2019-2023)
- Felipe Vidal – bajo

### Exmiembros
- Federico Pertusi – voz (1987-1989)
- Daniel Caffieri – guitarra principal (1987-1989)
- Adrián Vera – bajo, coros (1989-1992)
- Ciro Pertusi – bajo, coros (1987-1989), voz (1989-2009), guitarra rítmica (1995-2009)
- Claudio Leiva – batería, percusión (1987-1989)
- Martín "Tucán" Bosa – teclados, sintetizadores, piano (1999-2009)
- Lucas Ninci – teclados, sintetizadores, piano (2009-2013)
- Alejandro Flores – guitarra rítmica/principal, voz (2013-2018)
- Julián Méndez Morgan – teclados, sintetizadores, piano, guitarra acústica (2013-2019)

## Discografía

### Discos de estudio
| Año  | Disco                   |
| 1989 | Dulce Navidad           |
| 1990 | El cielo puede esperar  |
| 1992 | Ángeles caídos          |
| 1994 | Todo está al revés      |
| 1995 | Amén!                   |
| 1997 | Un día perfecto (U.D.P) |
| 1998 | Otras canciones         |
| 2000 | Radio Insomnio          |
| 2003 | Antihumano              |
| 2007 | Karmagedon              |
| 2009 | Estallar                |
| 2014 | Nuevas Versiones        |
| 2019 | Triángulo de Fuerza     |

### Discos en vivo
| Año  | Disco                                 |
| 1991 | Rabioso! la pesadilla recién comienza |
| 2001 | Trapos                                |
| 2012 | Acústico en el Teatro Ópera           |
| 2012 | Solo covers!                          |
| 2017 | Ángeles Caídos en vivo - Obras (1992) |
| 2021 | Sesiones Pandémicas                   |

### EP
| Año  | Disco                         |
| 2006 | Pirotecnia autorizada         |
| 2016 | Triángulo de Fuerza Volumen 1 |

### Discos compilatorios y de rarezas
| Año  | Disco                  |
| 1992 | 89/92                  |
| 2001 | Caña! (Solo en Europa) |
| 2002 | Amateur                |
| 2006 | Obras cumbres          |

### Videografía
Videoclips oficiales de la banda:
| Año  | Canción                                                                                            | Disco                         |
| 1989 | «Caminando por el Microcentro (Edda)»                                                              | Dulce Navidad                 |
| 1991 | «Donde las águilas se atreven»                                                                     | El cielo puede esperar        |
| 1991 | «Hacelo por mi»                                                                                    | El cielo puede esperar        |
| 1992 | «Ángeles caídos (vivo)»                                                                            | Ángeles caídos                |
| 1992 | «Volver a empezar (vivo)»                                                                          | 89/92                         |
| 1994 | «Flores robadas»                                                                                   | Todo está al revés            |
| 1995 | «San Fermín»                                                                                       | Amén!                         |
| 1995 | «El gran chaparral (vivo)»                                                                         | Amén!                         |
| 1996 | «Tres pájaros negros»                                                                              | Amén!                         |
| 1997 | «Crecer»                                                                                           | Un día perfecto (U.D.P)       |
| 1999 | «No me arrepiento de este amor»                                                                    | Otras Canciones               |
| 1999 | «Amigo / White trash»                                                                              | Otras Canciones               |
| 2000 | «El pobre»                                                                                         | Radio Insomnio                |
| 2001 | «Beatle»                                                                                           | Radio Insomnio                |
| 2001 | «Hacelo por mí (vivo)»                                                                             | Trapos                        |
| 2001 | «Dame fuego (vivo)»                                                                                | Trapos                        |
| 2002 | «América (vivo)» (video inédito en vivo en el Estadio Ferro en 1997)                               | Amateur                       |
| 2002 | «La colina de la vida (vivo)» (con León Gieco) (video inédito en vivo en el Estadio Obras en 1999) | Amateur                       |
| 2002 | «Volver a empezar»                                                                                 | Amateur                       |
| 2003 | «Western»                                                                                          | Antihumano                    |
| 2004 | «Éxodo-Ska»                                                                                        | Antihumano                    |
| 2004 | «Arrancacorazones»                                                                                 | Antihumano                    |
| 2005 | «Setentistas»                                                                                      | Antihumano                    |
| 2005 | «Reality-Joe»                                                                                      | Antihumano                    |
| 2005 | «La gente que habla sola»                                                                          | Antihumano                    |
| 2006 | «Morbo-Porno»                                                                                      | Antihumano                    |
| 2006 | «Chicos y Perros (vivo)» (video inédito de la canción en vivo para la grabación de "Trapos")       | Pirotecnia autorizada         |
| 2007 | «Buenos Aires en llamas»                                                                           | Karmagedon                    |
| 2007 | «Cartonero»                                                                                        | Karmagedon                    |
| 2008 | «Chance»                                                                                           | Karmagedon                    |
| 2008 | «Antorcha (vivo)»                                                                                  | Karmagedon                    |
| 2008 | «Plaza de Perros (vivo)»                                                                           | Karmagedon                    |
| 2009 | «Días de desempleo»                                                                                | Estallar                      |
| 2010 | «Tiempo perdido»                                                                                   | Estallar                      |
| 2011 | «Desamor»                                                                                          | Estallar                      |
| 2012 | «Memoria»                                                                                          | Estallar                      |
| 2012 | «Western (vivo)»                                                                                   | Acústico en el Teatro Ópera   |
| 2013 | «Arrancacorazones (vivo)»                                                                          | Acústico en el Teatro Ópera   |
| 2013 | «El cielo puede esperar (vivo)»                                                                    | Acústico en el Teatro Ópera   |
| 2015 | «Espadas y serpientes»                                                                             | Nuevas Versiones              |
| 2017 | «Última generación»                                                                                | Triángulo de Fuerza Volumen 1 |
| 2019 | «Lobotomizado» (con Campino)                                                                       | Triángulo de Fuerza           |
| 2019 | «María»                                                                                            | Triángulo de Fuerza           |
| 2019 | «Como salvajes»                                                                                    | Triángulo de Fuerza           |
| 2020 | «Una canción»                                                                                      | Triángulo de Fuerza           |
| 2020 | «Soldaditos»                                                                                       | Triángulo de Fuerza           |

### DVD
DVD oficiales lanzados por la banda:
| Año  | Título                      |
| 2008 | Karmagedon en vivo          |
| 2009 | Estallar                    |
| 2012 | Acústico en el Teatro Ópera |
| 2012 | Solo covers!                |